# Doctor Who
Doctor Who là một series phim truyền hình khoa học viễn tưởng của Vương quốc Anh do đài BBC sản xuất, bắt đầu phát sóng từ năm 1963. Bộ phim có nội dung chính kể về những cuộc phiêu lưu của một Time Lord tự xưng mình là The Doctor, một chủng loài ngoài hành tinh đến từ Gallifrey. Doctor du hành xuyên không-thời gian trên một còn tàu vũ trụ tên là TARDIS. Con tàu xuất hiện dưới hình dạng của một Bốt điện thoại màu xanh phổ biến ở nước Anh vào những năm 1960, những năm đầu mà bộ phim được sản xuất. Du hành cùng với ông là những người bạn đồng hành, đồng thời The Doctor cũng phải đối mặt với vô số kẻ thù để cứu những nền văn minh khắp vũ trụ.
Bộ phim là một phần quan trọng của văn hoá Anh Quốc, và là một trong những chương trình được yêu thích nhất ở những quốc gia khác. Bộ phim đã tác động lên một thế hệ các chuyên gia truyền hình Anh Quốc, rất nhiều trong số họ đã đồng hành với các nhân vật trong Doctor Who từ thuở nhỏ. Bộ phim được hãng BBC sản xuất liên tục từ 1963-1989. Một tập pilot đã được đồng sản xuất bởi Universal Pictures vào năm 1996 nhằm vực dậy loạt phim này nhưng không thành công. Bộ phim chính thức được sản xuất tiếp tục vào năm 2005 và được gọi là Loạt phim mới - New Who vấn có cốt truyện tiếp diễn với loại phim cũ - Classic Who, được sản xuất chính bởi nhà biên kịch và sản xuất người xứ Wales Russell T Davies, trong 5 năm đầu của New Who, được quay và sản xuất bởi BBC Wales ở Cardiff. Để người xem tiện theo dõi, New Who đã được đánh số lại. Phần 1 lấy bối cảnh thế kỉ 21 và được thủ vai chính bởi Christopher Eccleston trong vai Doctor thứ chín. Nhiều loạt phim ăn theo, truyện tranh và truyện audio cũng được sản xuất nhằm mở rộng vũ trụ phim, gồm 2 phim được sản xuất bởi Russell T. Davies là Torchwood (2006–2011) với Những cuộc phiêu lưu của Sarah Jane (2007–2011); và K-9 (2009–2010) và Class (2016–hiện tại).
Mười hai diễn viên đã chính thức thủ vai Doctor trong suốt lịch sử loạt phim (chưa gồm một hoá thân không được đánh số). Việc thay đổi diễn viên đều nằm trong ý đồ của kịch bản, ý tưởng này được đề ra vào năm 1966 giúp tiếp tục duy trì loạt phim khi sức khỏe của diễn viên chính là William Hartnell  không cho phép ông tiếp tục diễn xuất. Khái niệm "tái sinh" là một khả năng đặc biệt của Time Lord, các Time Lord sẽ tái sinh sau mỗi lần bị thương rất nặng, với một cơ thể mới, tính cách mới. Mỗi diễn viên hoá thân vào một Doctor khác nhau, nhưng chỉ là nhân vật, và tất cả là một phần trong câu chuyện về hành trình của Doctor. Du hành thời gian chính là chìa khoá giúp cốt truyện giữ được sự liền mạch, dù loạt phim liên tục thay đổi bối cảnh cốt truyện. Với việc du hành thời gian, các hóa thân của Doctor cũng nhiều lần hội ngộ. Tháng 7 năm 2017, Jodie Whittaker được công bố sẽ thủ vai hóa thân Thứ mười ba của Doctor, cô là nữ diễn viên đầu tiên từng đảm nhận vai này. Doctor hiện tại do Jodie Whittaker thủ diễn, cô đã nhận lại vai này từ Doctor thứ mười hai do Peter Capaldi thủ vai, đã xuất hiện lần cuối trong tập Giáng sinh năm 2017, "Twice Upon a Time".

## Nội dung cơ bản
Doctor Who kể về các cuộc phiêu lưu của một nhân vật người ngoài hành tinh, là một Time Lord thuần chủng, đến từ hành tinh Gallifrey, ông tự gọi mình là "Doctor". Ông trốn thoát khỏi hành tinh quê nhà Gallifrey trên một chiếc TARDIS bị đánh cắp – (viết tắt của "Time and Relative Dimension in Space") – đây là một cỗ máy thời gian hoạt động và di chuyển thông qua vòng xoáy thời gian (một khái niệm tương đương lỗ giun). TARDIS có bề ngoài không khác gì một chiếc hộp điện thoại cảnh sát những năm 1950 ở Anh quốc, bên trong lớn hơn bên ngoài.
Doctor thường làm cho người xem tò mò khi vướng vào những rắc rối ở những nơi ông đặt chân đến, ông thường đối mặt với những kẻ xấu tìm cách thay đổi lịch sử, với một chút sự giúp đỡ từ tua vít sóng âm. Ông hiếm khi du hành một mình, thường sẽ có những người bạn đồng hành. Bạn đồng hành thường là con người, ông có một sức hút kỳ lạ với Trái đất, thỉnh thoảng ông hợp tác cùng UNIT để bảo vệ trái đất. Là một Time Lord, Doctor sống hàng trăm tuổi, ông có khả năng tái sinh mỗi khi cơ thể bị tổn thương nặng nề, tái sinh đồng nghĩa với ngoại hình cũng như tính cách của ông đều thay đổi. Trong những chuyến du hành của mình, Doctor phải đối đầu với nhiều kẻ thù như Daleks, Cybermen, và Master, cùng nhiều Time Lord khác.

## Nhân vật

### Doctor

Doctor thứ mười một

Nhân vật Doctor là người ngoài hành tinh, thuộc chủng tộc Time Lord - Chúa tể thời gian, sống trên hành tinh quê nhà là Gallifrey, và vì một lý do nào đó ông đã rời bỏ hành tinh của mình và sống lưu lạc trong không thời gian khác trên cỗ máy TARDIS. Nhân vật này chưa bao giờ đề cập đến nhân dạng thật hay danh tính của mình, ông tự gọi mình là Doctor. Doctor hầu như bất tử, ông có thể tái sinh trước khi cái chết xảy đến. Mỗi lần tái sinh, Doctor lại có một hình hài mới và một nhân cách khác. Đây là một giải pháp đã được đặt ra vào năm 1966 khi hiện thân đầu tiên của Doctor là diễn viên William Hartnell do sức khỏe không cho phép ông tiếp tục đảm nhận vai diễn, các nhà biên kịch đã cho nhân vật của ông tái sinh ở một nhân dạng mới, trẻ trung hơn. Giải pháp này tiếp tục được sử dụng trong toàn bộ loạt phim khi diễn viên chính không tiếp tục đảm nhận vai diễn nữa. Chính vì thế cho đến nay, đã có tổng cộng 11 diễn viên đóng vai Doctor. Tuy vậy đây vẫn chỉ là một nhân vật bất tử chính xuyên suốt loạt phim.
Người xem thường nhầm lẫn tên nhân vật là Doctor Who, tuy vậy ông chỉ gọi mình đơn giản là Doctor. Doctor Who thực chất để chỉ tên của bộ phim, nguồn gốc của tựa đề bộ phim bắt nguồn từ việc mỗi lần ông giới thiệu mình là Doctor, người nghe thường thắc mắc hỏi lặp đi lặp lại một câu hỏi quen thuộc là "Doctor Who?".
Trong một số tập phim, Doctor đề cập rằng, ông chỉ có thể tái sinh tổng cộng 12 lần và sống ở 13 nhân dạng khác nhau. Tuy nhiên, trong tập "The Time of the Doctor", khái niệm tái sinh được mở rộng hơn, Doctor được các Time Lord qua vết nứt thời gian tặng cho một chu kì tái sinh mới với 12 lần tái sinh nữa. Yếu tố tái sinh là một phần trong kịch bản vẫn được sử dụng cho đến hiện tại để tiếp tục phát triển loạt phim.

### Bạn đồng hành
Doctor luôn bắt đầu cuộc phiêu lưu của mình với những người bạn đồng hành. Trong loạt phim cũ, lúc nào ông cũng du hành cùng từ 3 bạn đồng hành trở lên. Ở hiện thân thứ nhất, bạn đồng hành của Doctor là cô cháu gái của ông Susan Foreman (Carole Ann Ford). Tính trong toàn bộ loạt phim cũ, Doctor đã có đến trên 35 người bạn đồng hành mà đặc biệt là Sarah Jane Smith (Elisabeth Sladen), người đã gắn bó với loạt phim cũ và tham gia khách mời trong một số tập của loạt phim mới.
Trong loạt phim mới bắt đầu từ 2005, Doctor thường chỉ du hành cùng một người bạn. Bạn đồng hành của Doctor thứ Chín và Mười phải kể đến Rose Tyler (Billie Piper), Martha Jones (Freema Agyeman), và Donna Noble (Catherine Tate). Bạn đồng hành của Doctor Mười một là Amy Pond (Karen Gillan) và Clara Oswin Oswald (Jenna-Louise Coleman).

### Kẻ thù
Kẻ thù của Doctor thường rất đa dạng, ở mỗi tập anh đều phải đối mặt với những kẻ thù khác nhau. Trong loạt phim mới từ 2005, nhà sản xuất của phim là Russell T Davies đã lên kế hoạch để cho xuất hiện lần lượt các kẻ thù tiêu biểu điển hình của Doctor: 
- Phần 1: là Người nhựa có ý thức (Nestene Consciousness) và chủng tộc Dalek.
- Phần 2: là Cyberman - người máy.
- Phần 3: là Macra và Master (cùng chủng tộc với Doctor).
- Phần 4: là Sontaran (người nhân bản vô tính) và Davros (Tiến sĩ đã tạo ra loài Dalek).

Trong các tập đặc biệt phát sóng trong giai đoạn 2009–2010 là các Chúa tể thời gian (Time Lord - Rassilon), những người thuộc chủng tộc của ông nhưng đã bị tuyệt chủng trong Chiến tranh thời gian (Time War), nay quay trở lại từ quá khứ.
Kế tiếp thành công của Davies, Steven Moffat tiếp tục đưa các nhân vật khác trở lại như:
- Phần 5: Silurian (Reptilia Human hay Người Thằn lằn)
- Phần 6: Cybermat
- Phần 7: Great Intelligence và Chiến binh Băng - Ice Warrior.[7]

Dù không phải là kẻ thù của Doctor, vẫn có một số chủng tộc ngoài hành tinh khác thường xuyên xuất hiện: loài Slitheen (Raxacoricofallapatorian), Người Ood, Judoon, Weeping Angels và Silence.